# Stephanothrips
Stephanothrips är ett släkte av insekter. Stephanothrips ingår i familjen rörtripsar.
Kladogram enligt Catalogue of Life:
| Stephanothrips | \| \| Stephanothrips bradleyi \| \| \| \| \| \| Stephanothrips carolina \| \| \| \| \| \| Stephanothrips corticinus \| \| \| \| \| \| Stephanothrips fusiantennatus \| \| \| \| \| \| Stephanothrips whitcombi \| \| \| \| |
|                | \| \| Stephanothrips bradleyi \| \| \| \| \| \| Stephanothrips carolina \| \| \| \| \| \| Stephanothrips corticinus \| \| \| \| \| \| Stephanothrips fusiantennatus \| \| \| \| \| \| Stephanothrips whitcombi \| \| \| \| |
|                | Stephanothrips bradleyi |
|                | |
|                | Stephanothrips carolina |
|                | |
|                | Stephanothrips corticinus |
|                | |
|                | Stephanothrips fusiantennatus |
|                | |
|                | Stephanothrips whitcombi |
|                | |